# Eleonora Leicesterska
Eleonora od Leicestera (1215. – 13. travnja 1275.) je bila grofica Pembrokea i Leicestera, a rođena je kao princeza Engleske.

## Biografija
Eleonora je bila kći engleskog kralja Ivana bez Zemlje i njegove druge supruge Izabele od Angoulêmea, nećakinja kralja Rikarda Lavljeg Srca, unuka Henrika II. i sestra Henrika III. Bila je nazvana po svojoj baki, a imala je i istoimenu sestričnu.
23. travnja 1224. Eleonora se udala za Williama Marshala Mlađeg. Nisu imali djece. Nakon njegove smrti Eleonora se zaklela da se više neće udavati. Zakletva se smatrala svetom, ali je prekršena.
Kad je Eleonora upoznala Šimuna de Montforta, on se u nju zaljubio zbog njezine nevjerojatne ljepote koja je bila uobičajena u njezinoj obitelji. 7. siječnja 1238. Eleonora i Šimun su se tajno vjenčali. Zbog zakletve se brak smatrao kontroverznim, a Henrik je rekao da dopušta brak svojoj sestri samo zato što je zavedena. 
Eleonora je poslije pobjegla u Francusku i postala redovnica.

## Eleonorini supruzi i djeca
- Grb Williama Marshala
- Šimun de Montfort
- Henrik
- Šimun Mlađi
- Amalarik
- Guy
- Eleonora